# Épsilon Centauri

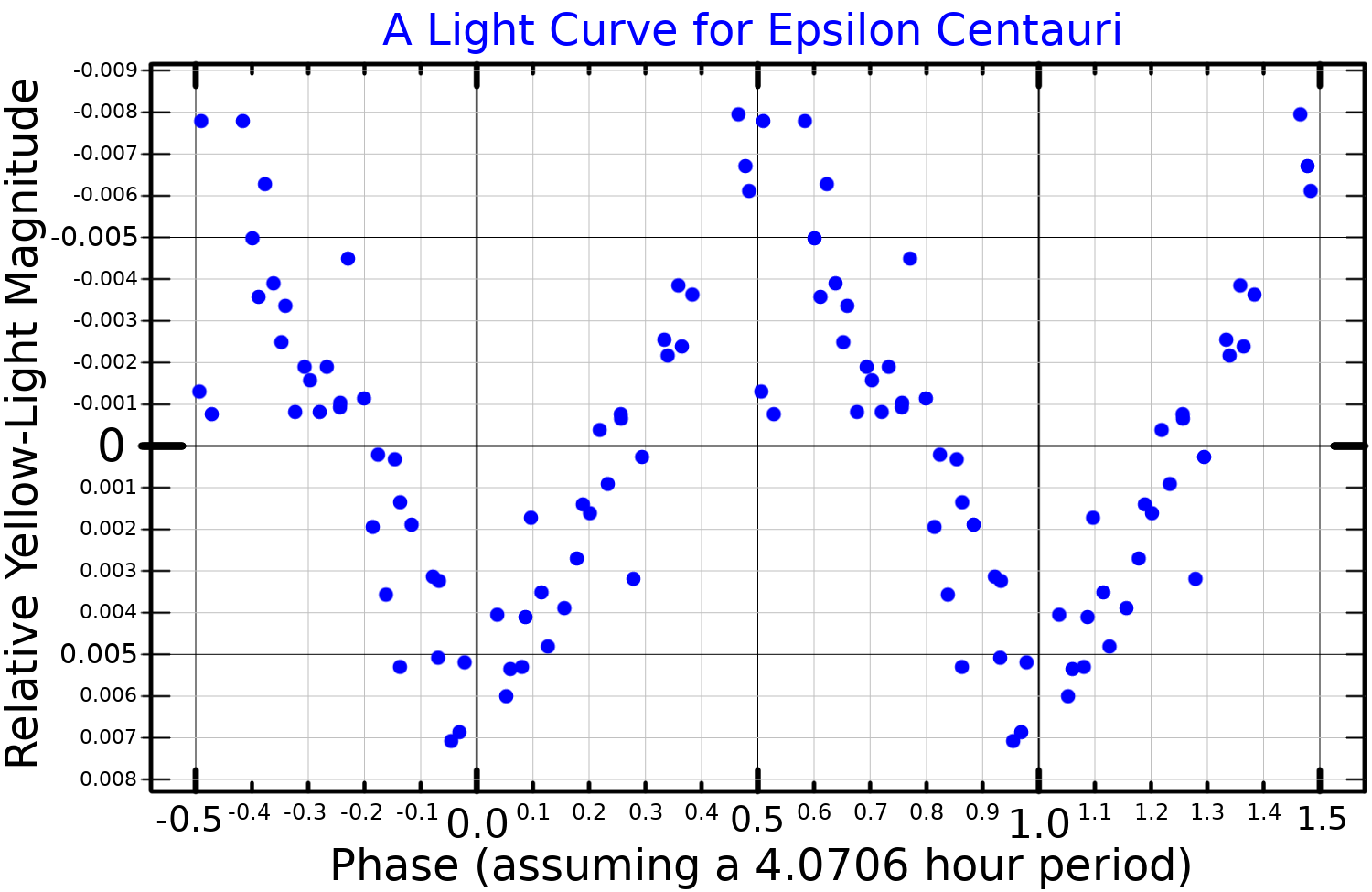
Curva de luz de Épsilon Centauri

Épsilon Centauri (ε Cen / HD 118716 / HR 5132) es una estrella de magnitud aparente +2.29 situada en la constelación de Centaurus. Tiene el nombre, poco utilizado, de Birdun, cuyo origen es árabe y significa ‘caballo de carga’.
Épsilon Centauri es una estrella azul caliente de tipo espectral B1 con una temperatura superficial de 23 900 K. No existe unanimidad en cuanto a si es una estrella gigante, subgigante o de la secuencia principal. Su luminosidad —teniendo en cuenta la radiación emitida en el ultravioleta— es de 11 400 soles, siendo su radio 6.25 veces más grande que el del Sol. Muestra una alta velocidad de rotación de al menos 114 km/s, empleando menos de 2.7 días en completar una vuelta. Tiene una masa once veces mayor que la del Sol y su edad se estima en menos de diez millones de años.
Épsilon Centauri es una variable Beta Cephei cuyo brillo apenas varía dos centésimas de magnitud entre +2.29 y +2.31 en múltiples períodos de 0.17, 0.178, 0.21 y 0,19 días. Una estrella de magnitud 13 visualmente a 39 segundos de arco puede ser una compañera real —por su brillo sería una enana naranja de tipo K6— o simplemente una estrella en la misma línea de visión. En el caso de que exista una relación física entre ambas, la separación proyectada, 4500 au, implica un período orbital de al menos 89 000 años.